# Municipio de Filer
El municipio de Filer (en inglés: Filer Township) es un municipio ubicado en el condado de Manistee en el estado estadounidense de Míchigan. En el año 2010 tenía una población de 2325 habitantes y una densidad poblacional de 55,65 personas por km².

## Geografía
El municipio de Filer se encuentra ubicado en las coordenadas 44°11′54″N 86°18′55″O / 44.19833, -86.31528. Según la Oficina del Censo de los Estados Unidos, el municipio tiene una superficie total de 41.78 km², de la cual 40,78 km² corresponden a tierra firme y (2.39 %) 1 km² es agua.

## Demografía
Según el censo de 2010, había 2325 personas residiendo en el municipio de Filer. La densidad de población era de 55,65 hab./km². De los 2325 habitantes, el municipio de Filer estaba compuesto por el 96,3 % blancos, el 0,22 % eran afroamericanos, el 1,2 % eran amerindios, el 0,47 % eran asiáticos, el 0,52 % eran de otras razas y el 1,29 % eran de una mezcla de razas. Del total de la población el 2,11 % eran hispanos o latinos de cualquier raza.